# Malaxis luceroana
Malaxis luceroana är en orkidéart som beskrevs av Roberto González Tamayo. Malaxis luceroana ingår i släktet knottblomstersläktet, och familjen orkidéer. Inga underarter finns listade i Catalogue of Life.